# Hoa hậu Hoàn vũ Úc
Hoa hậu Hoàn vũ Úc (tiếng Anh:  Miss Universe Australia) là một cuộc thi sắc đẹp cấp quốc gia của Úc, được tổ chức nhằm tìm ra các đại diện đến Hoa hậu Hoàn vũ.

## Tổ chức
Hoa hậu Hoàn vũ là nhãn hiệu đã đăng ký thuộc sở hữu của Tổ chức Hoa hậu Hoàn vũ. Nhãn hiệu này thuộc sở hữu của Donald Trump và NBC từ năm 1996. Năm 2015, sau khi Trump đưa ra tuyên bố về người nhập cư bất hợp pháp từ Mexico trong bài phát biểu khởi động chiến dịch tranh cử tổng thống, NBC đã chấm dứt mối quan hệ kinh doanh với Trump và tuyên bố rằng họ sẽ không còn phát sóng cuộc thi sắc đẹp này hoặc cuộc thi Hoa hậu Hoa Kỳ trên các kênh của họ nữa.[1]
Từ năm 1992, Jim Davie, một nhà phân phối đồ bơi và đồ thể thao, cũng đã quản lý Giải thưởng Hoa hậu Úc.[2] Năm 2002, Davie đã xin được giấy phép từ Tổ chức Hoa hậu Hoàn vũ để chọn Hoa hậu Hoàn vũ Úc đại diện cho Úc tại các cuộc thi Hoa hậu Hoàn vũ quốc tế.[3] Giám đốc quốc gia mới của Tổ chức Hoa hậu Hoàn vũ Úc là Troy Barbagallo của Pink Tank Events. Pink Tank đã quản lý cuộc thi Hoa hậu Hoàn vũ Tây Úc từ năm 2009 và đã được trao giải thưởng vì nền tảng tốt nhất thế giới với công việc cấp quốc gia vào tháng 2 năm 2016. Barbagallo cũng là giám đốc của Barbagallo Group, một tập đoàn xe cơ giới hạng sang và The Horologist, một đại lý đồng hồ xa xỉ hàng đầu. Barbagallo sáng lập Box Magazine vào năm 2003.
Hoa hậu Hoàn vũ Úc được tổ chức hàng năm để chọn ra một phụ nữ trẻ đại diện cho Úc tại cuộc thi Hoa hậu Hoàn vũ quốc tế. Các thí sinh tham gia cuộc thi quốc gia đến từ mỗi Tiểu bang và Lãnh thổ của Úc. Năm 2016, có hơn 220 thí sinh tham gia cuộc thi quốc gia, trong đó có 30 thí sinh tranh tài ở Vòng chung kết quốc gia.

## Lịch sử

### Những năm đầu
Cuộc thi Hoa hậu Hoàn vũ quốc tế bắt đầu từ năm 1952, Úc cũng lần đầu tiên tham gia vào năm 1952.
Năm 1952 Leah MacCartney là đại diện đầu tiên của Úc tại cuộc thi. Cô là đương kim Hoa hậu Victoria và sau đó được chỉ định là người đại diện cho Úc tại Hoa hậu Hoàn vũ 1952. Kể từ năm 1952 đến năm 1957 thì các đại diện của Úc tại cuộc thi Hoa hậu Hoàn vũ sẽ là các đương kim Hoa hậu của cuộc thi Hoa hậu Victoria.
Đến năm 1958, tổ chức mới đã hợp tác với Cơ quan Nhiếp ảnh Úc (APA) để tìm đại diện đến cuộc thi, từ năm 1958 đến năm 1963 thì các đại diện của Úc tại cuộc thi đều do tổ chức này chỉ định.
Năm 1964 và 1965 các đại diện của Úc tại cuộc thi được chỉ định bởi Cơ quan casting tại Melbourne.
Từ năm 1968 đến năm 1976, người chiến thắng trong cuộc thi Quest of Quests Dream Girl Úc sẽ là các đại diện cho Úc tại Hoa hậu Hoàn vũ.
Từ năm 1977 đến 1990, những người chiến thắng Hoa hậu Sắc đẹp Úc, thuộc TVW Enterprises. Sẽ là những đại diện cho Úc tại Hoa hậu Hoàn vũ.
Không có đại diện Úc nào tham gia cuộc thi Hoa hậu Hoàn vũ vào các năm 1991 và 2001.
Từ năm 2002 đến năm 2016, đại diện Úc tham gia cuộc thi Hoa hậu Hoàn vũ được chọn bởi một cuộc thi quốc gia được tổ chức tại Sydney, do Adpro Management Group tổ chức. Đến nay đã có 2 đại diện của Úc đoạt danh hiệu Hoa hậu Hoàn vũ là: Kerry Anne Wells vào năm 1972, và Jennifer Hawkins vào năm 2004.

### Chủ sở hữu mới
Vào tháng 2 năm 2016, người dân Úc đã được thông báo rằng các đại diện của Úc tại cuộc thi Hoa hậu Hoàn vũ sắp tới sẽ phải thông qua cuộc thi cấp quốc gia (Hoa hậu Hoàn vũ Úc).
Sau khi tổ chức mới thay Trump nắm giữ bản quyền cuộc thi Hoa hậu Hoàn vũ là IMG, thì IMG đã bổ nhiệm giám đốc của cuộc thi Hoa hậu Hoàn vũ Úc là Troy Barbagalla.

## Đại diện Úc tại Hoa hậu Hoàn vũ
- : Hoa hậu
- : Danh hiệu Á hậu hoặc Top 5/6
- : Tiến vào chung kết/bán kết
- : Tham dự và nhận được giải thưởng

| Năm                                | Đại diện                     | Thành phố         | Hoa hậu Hoàn vũ Úc   | Dự thi quốc tế       | Giải thưởng phụ      |
| ---------------------------------- | ---------------------------- | ----------------- | -------------------- | -------------------- | -------------------- |
| 2024                               | Queensland                   |                   | Zoe Creed            |                      |                      |
| 2023                               | Victoria                     | Melbourne         | Moraya Wilson        | Á hậu 2              |                      |
| 2022                               | New South Wales              | New South Wales   | Monique Riley        | Top 16               |                      |
| 2021                               | Victoria                     | Melbourne         | Daria Varlamova      | Không lọt top        |                      |
| 2020                               | Victoria                     | Melbourne         | Maria Thattil        | Top 10               |                      |
| 2019                               | Victoria                     | Melbourne         | Priya Serrao         | Không lọt top        |                      |
| 2018                               | New South Wales              | New South Wales   | Francesca Hung       | Top 20               |                      |
| 2017                               | Nam Úc                       | Adelaide          | Olivia Rogers        | Không lọt top        |                      |
| 2016                               | Western Australia            | Perth             | Caris Tiivel         | Không lọt top        |                      |
| 2015                               | New South Wales              | Sydney            | Monika Radulovic     | Top 5                |                      |
| 2014                               | New South Wales              | Newcastle         | Tegan Martin         | Top 10               |                      |
| 2013                               | Victoria                     | Melbourne         | Olivia Wells         | Không lọt top        |                      |
| 2012                               | Western Australia            | Perth             | Renae Ayris          | Á hậu 3              |                      |
| 2011                               | Western Australia            | Perth             | Scherri-Lee Biggs    | Top 10               |                      |
| 2010                               | Queensland                   | Gold Coast        | Jesinta Franklin     | Á hậu 2              | Hoa hậu Thân thiện   |
| 2009                               | Queensland                   | Townsville        | Rachael Finch        | Á hậu 3              |                      |
| 2008                               | New South Wales              | Sydney            | Laura Dundovic       | Top 10               |                      |
| 2007                               | Queensland                   | Gladstone         | Kimberley Busteed    | Không lọt top        |                      |
| 2006                               | Australian Capital Territory | Canberra          | Erin McNaught        | Không lọt top        |                      |
| 2005                               | Western Australia            | Perth             | Michelle Guy         | Không lọt top        |                      |
| 2004                               | New South Wales              | Newcastle         | Jennifer Hawkins     | Hoa hậu Hoàn vũ 2004 |                      |
| 2003                               | New South Wales              | Sydney            | Ashlea Talbot        | Không lọt top        |                      |
| 2002                               | Queensland                   | Brisbane          | Sarah Davies         | Không lọt top        |                      |
| 2001                               | Không có đại diện            | Không có đại diện | Không có đại diện    | Không có đại diện    | Không có đại diện    |
| 2000                               | New South Wales              | Sydney            | Samantha Frost       | Không lọt top        |                      |
| 1999                               | New South Wales              | Sydney            | Michelle Shead       | Không lọt top        |                      |
| 1998                               | Victoria                     | Melbourne         | Renee Henderson      | Không lọt top        |                      |
| 1997                               | New South Wales              | Sydney            | Laura Csortan        | Không lọt top        | - Hoa hậu Thân thiện |
| 1996                               | New South Wales              | Sydney            | Jodie McMullen       | Không lọt top        | - Hoa hậu Thân thiện |
| 1995                               | New South Wales              | Sydney            | Jacqueline Shooter   | Không lọt top        |                      |
| 1994                               | Queensland                   | Brisbane          | Michelle van Eimeren | Không lọt top        |                      |
| 1993                               | Queensland                   | Brisbane          | Voni Delfos          | Top 6                |                      |
| 1992                               | Queensland                   | Gold Coast        | Georgina Denahy      | Top 10               |                      |
| 1991                               | Không có đại diện            | Không có đại diện | Không có đại diện    | Không có đại diện    | Không có đại diện    |
| 1990                               | New South Wales              | Sydney            | Charmaine Ware       | Không lọt top        |                      |
| 1989                               | New South Wales              | Sydney            | Karen Wenden         | Không lọt top        | Hoa hậu Ảnh          |
| 1988                               | New South Wales              | Sydney            | Vanessa Lynn Gibson  | Không lọt top        |                      |
| 1987                               | New South Wales              | Sydney            | Jennine Leonarder    | Không lọt top        |                      |
| 1986                               | New South Wales              | Sydney            | Christina Bucat      | Không lọt top        |                      |
| 1985                               | Queensland                   | Brisbane          | Elizabeth Bowly      | Không lọt top        |                      |
| 1984                               | Victoria                     | Melbourne         | Donna Rudrum         | Không lọt top        |                      |
| 1983                               | New South Wales              | Sydney            | Simone Cox           | Không lọt top        |                      |
| 1982                               | Western Australia            | Perth             | Lou-Anne Ronchi      | Không lọt top        |                      |
| 1981                               | New South Wales              | Sydney            | Karen Sang           | Không lọt top        |                      |
| 1980                               | Victoria                     | Melbourne         | Katrina Rose         | Không lọt top        |                      |
| 1979                               | Western Australia            | Perth             | Kerry Dunderdale     | Không lọt top        |                      |
| 1978                               | Victoria                     | Melbourne         | Beverley Pinder      | Không lọt top        |                      |
| 1977                               | Victoria                     | Melbourne         | Jill Maree Minahan   | Không lọt top        |                      |
| 1976                               | New South Wales              | Sydney            | Julie Anne Ismay     | Á hậu 4              |                      |
| 1975                               | New South Wales              | Sydney            | Jennifer Matthews    | Không lọt top        |                      |
| 1974                               | Victoria                     | Melbourne         | Yasmin May Nagy      | Top 12               |                      |
| 1973                               | Queensland                   | Brisbane          | Susan Mainwaring     | Không lọt top        |                      |
| 1972                               | Western Australia            | Perth             | Kerry Anne Wells     | Hoa hậu Hoàn vũ 1972 |                      |
| 1971                               | New South Wales              | Sydney            | Suzanne Rayward      | Á hậu 1              |                      |
| 1970                               | New South Wales              | Sydney            | Joan Lydia Zealand   | Á hậu 2              |                      |
| 1969                               | New South Wales              | Sydney            | Joanne Barret        | Á hậu 2              |                      |
| 1968                               | New South Wales              | Sydney            | Lauren Jones         | Không lọt top        |                      |
| Không có đại diện từ năm 1967      |                              |                   |                      |                      |                      |
| 1965                               | Victoria                     | Melbourne         | Pauline Verey        | Top 15               |                      |
| 1964                               | Victoria                     | Melbourne         | Ria Lubyen           | Không lọt top        |                      |
| Không có đại diện từ năm 1959—1963 |                              |                   |                      |                      |                      |
| 1958                               | Nam Úc                       | Adelaide          | Astrid Lindholm      | Không lọt top        |                      |
| Không có đại diện từ năm 1955—1957 |                              |                   |                      |                      |                      |
| 1954                               | New South Wales              | Narrandera        | Shirley Bliss        | Không lọt top        |                      |
| 1953                               | New South Wales              | Sydney            | Maxine Morgan        | Á hậu 4              |                      |
| 1952                               | Victoria                     | Melbourne         | Leah McCartney       | Không lọt top        |                      |

## Những người chiến thắng

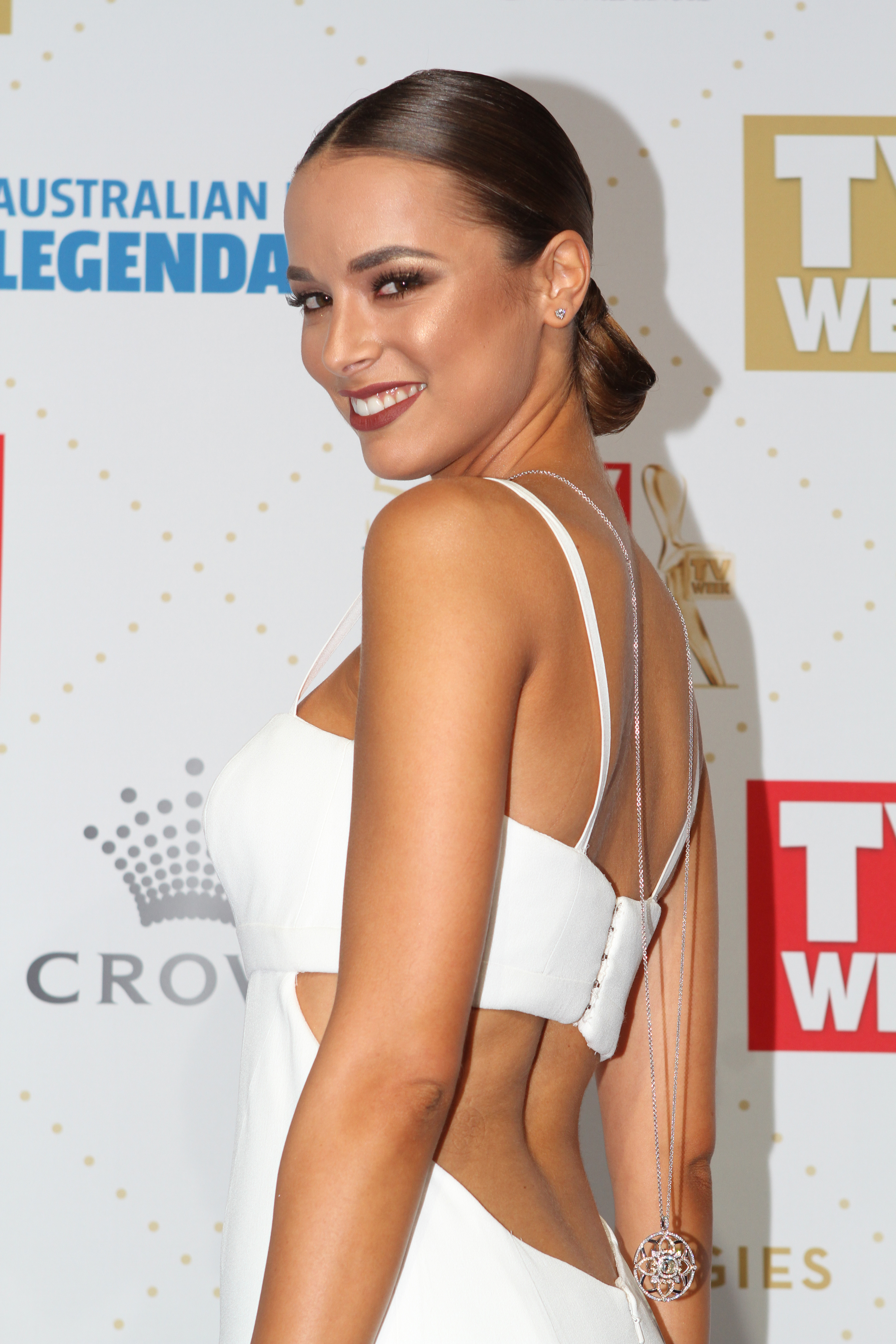
Monika Radulovic, Miss Universe Australia 2015
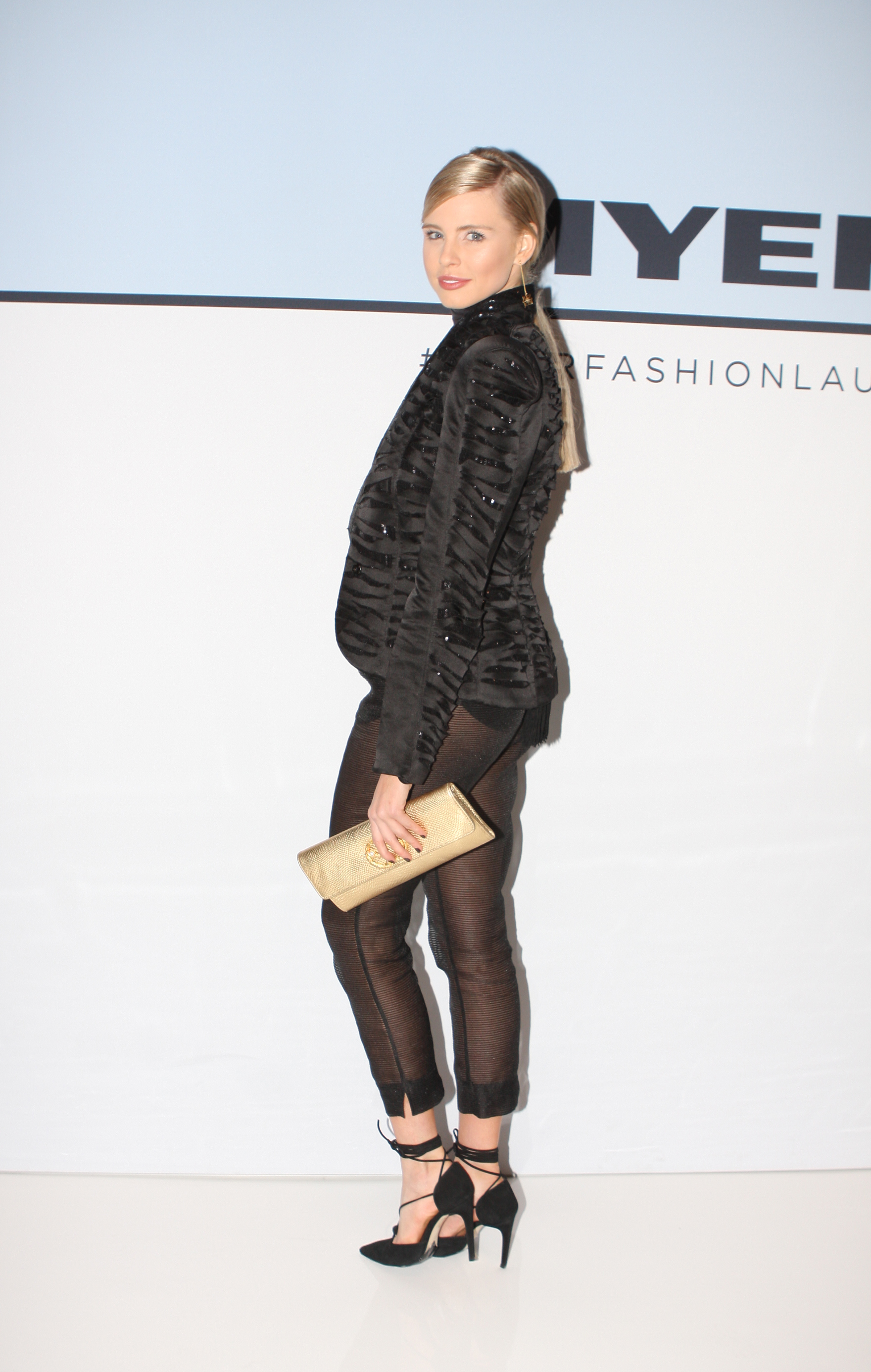
Tegan Martin, Miss Universe Australia 2014
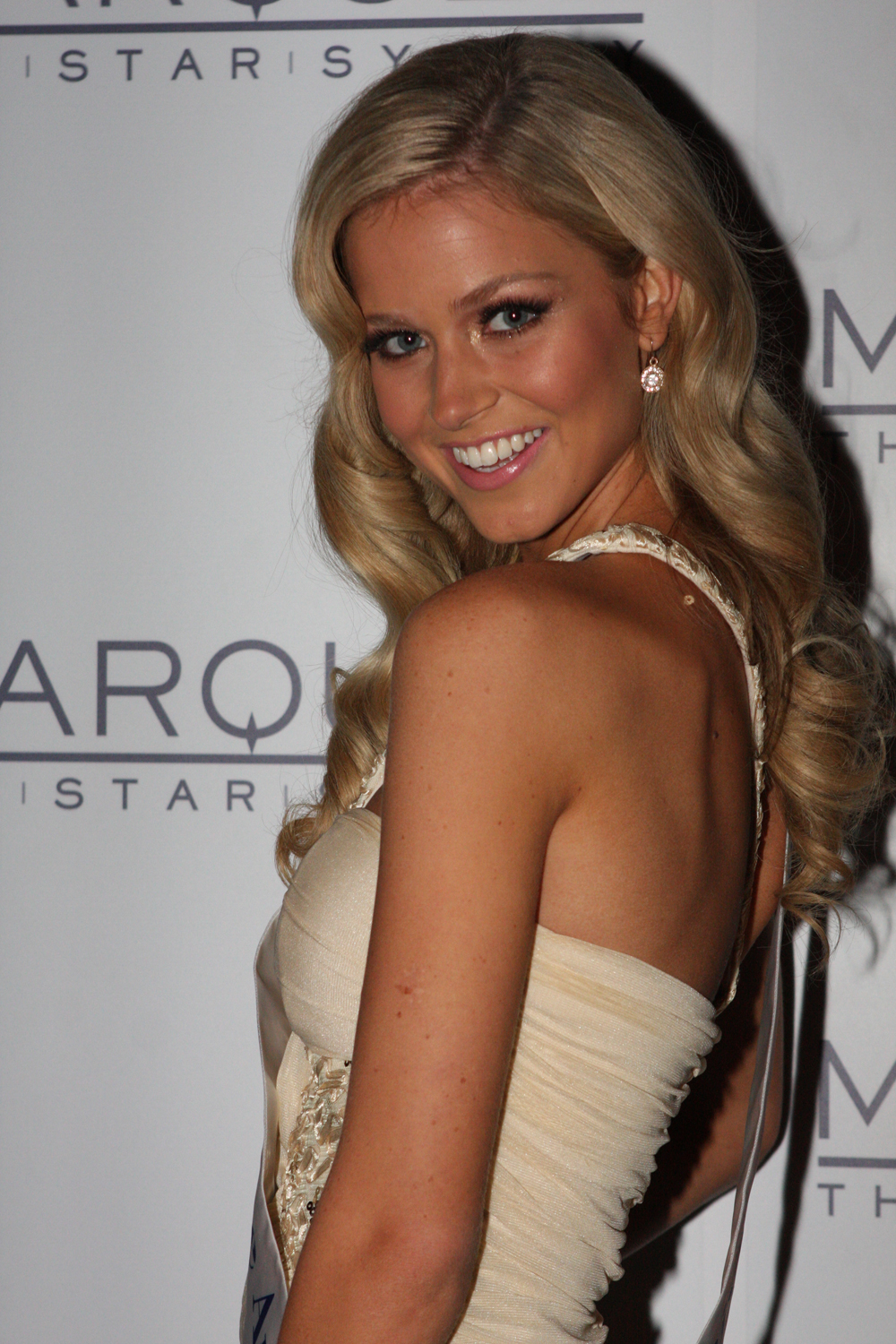
Renae Ayris, Miss Universe Australia 2012
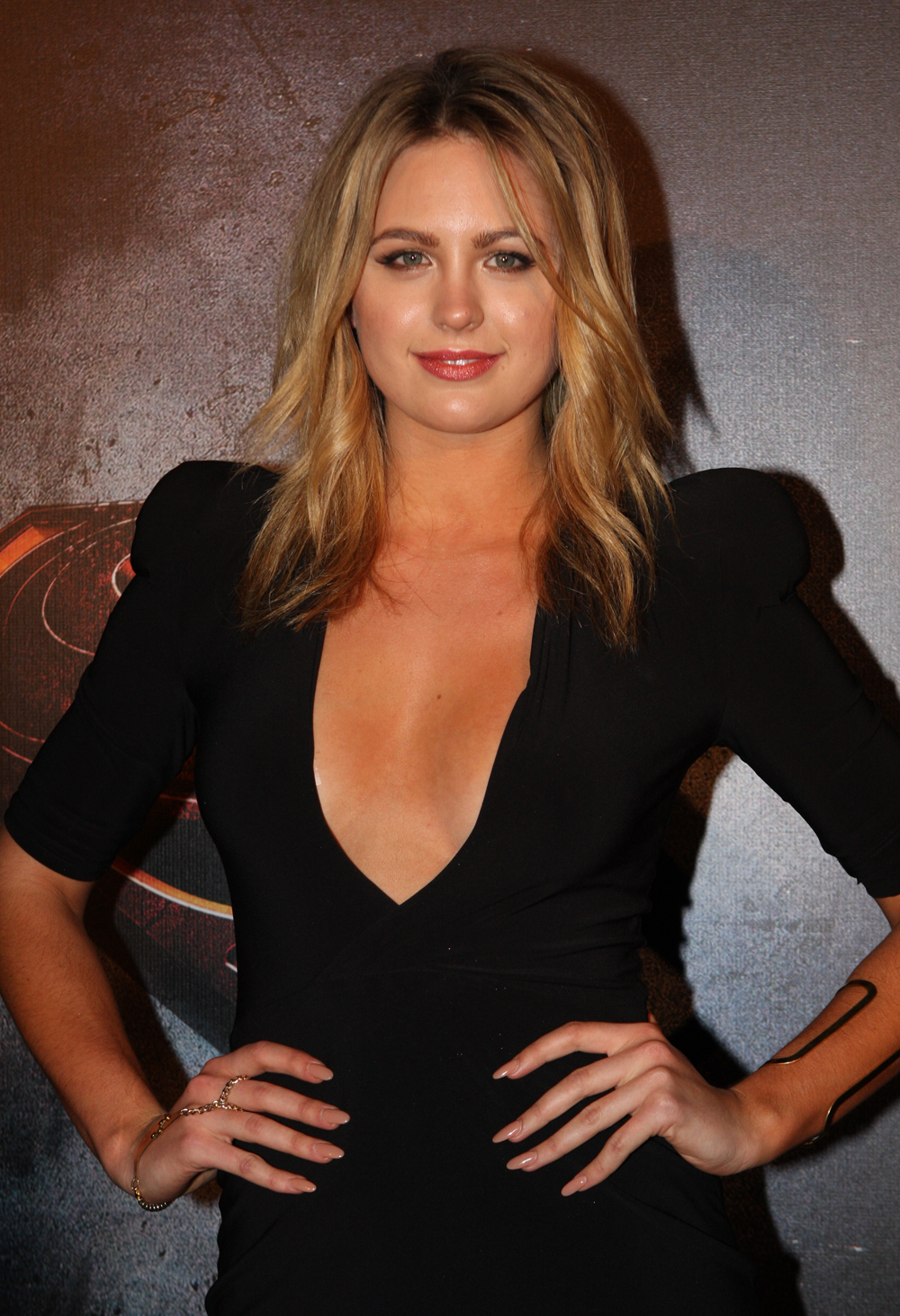
Jesinta Franklin, Miss Universe Australia 2010
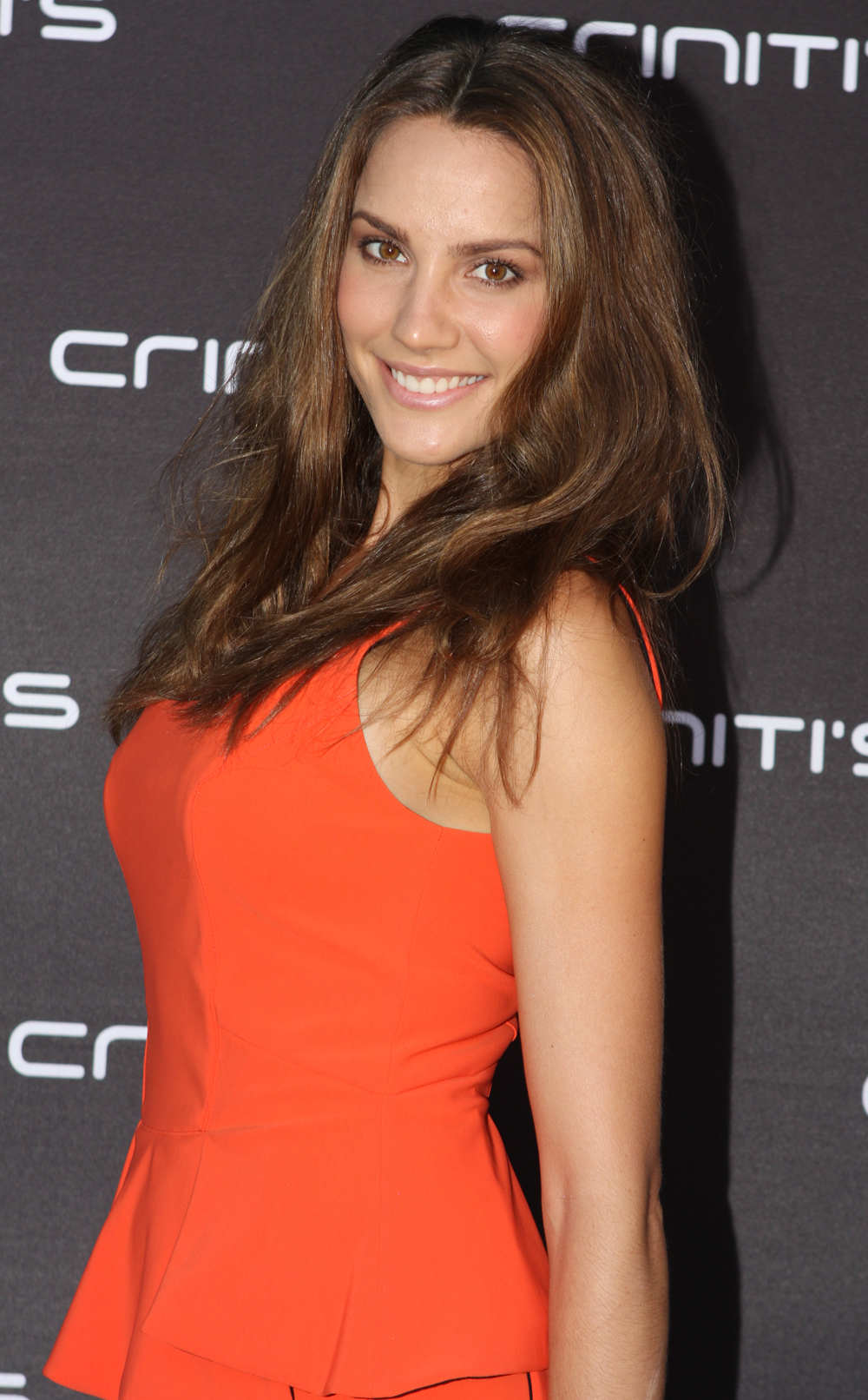
Rachael Finch, Miss Universe Australia 2009
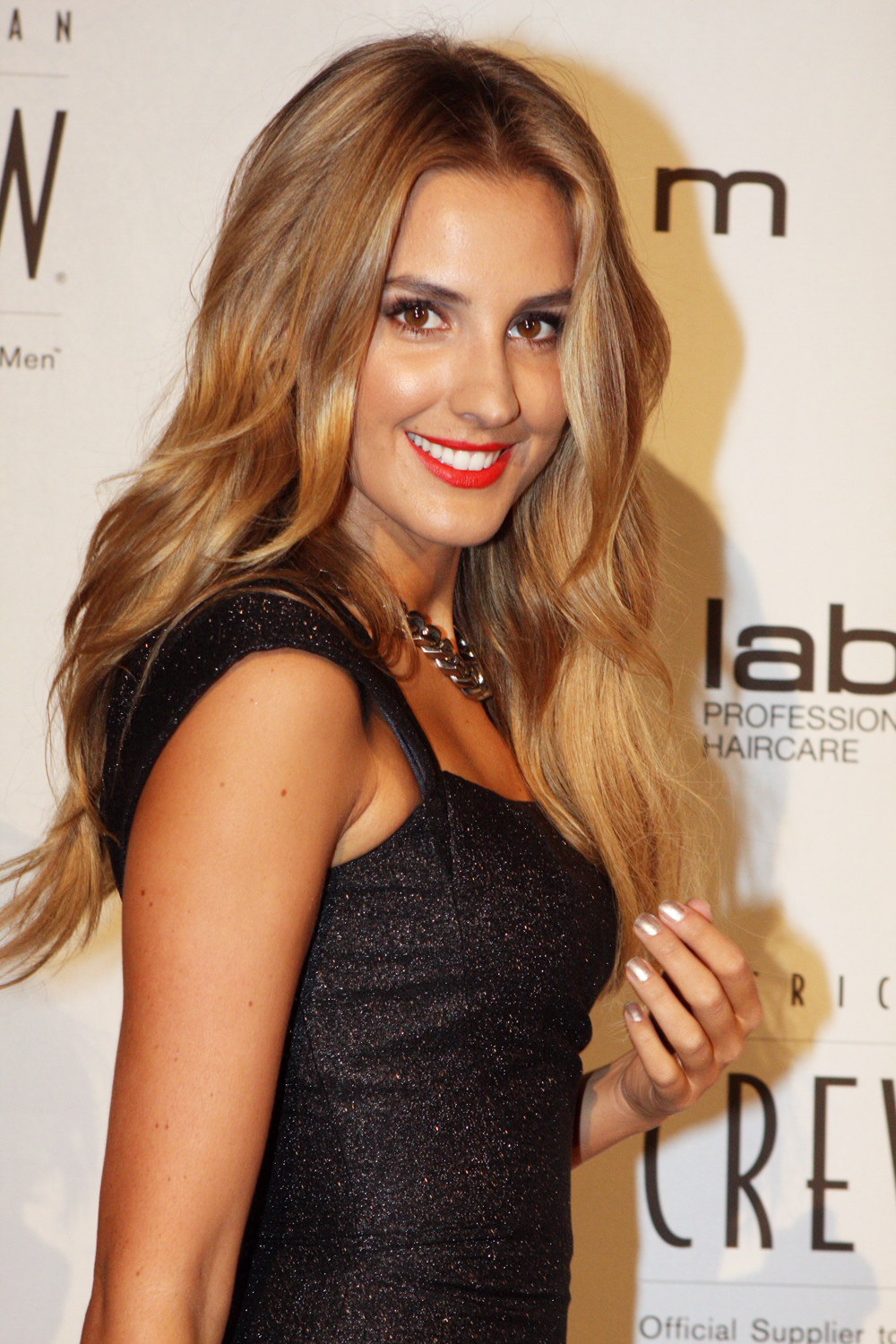
Laura Dundovic, Miss Universe Australia 2008
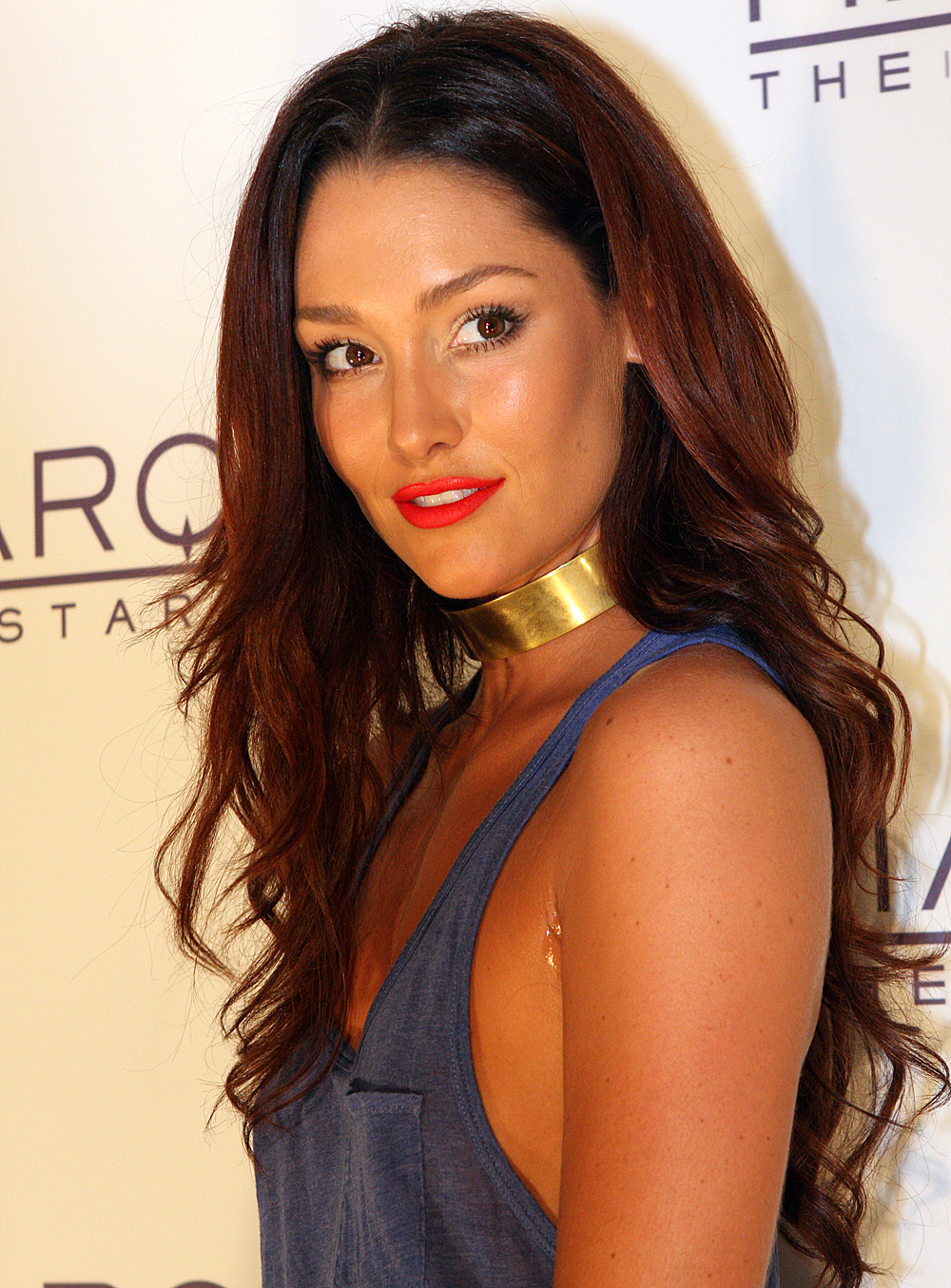
Erin McNaught, Miss Universe Australia 2006
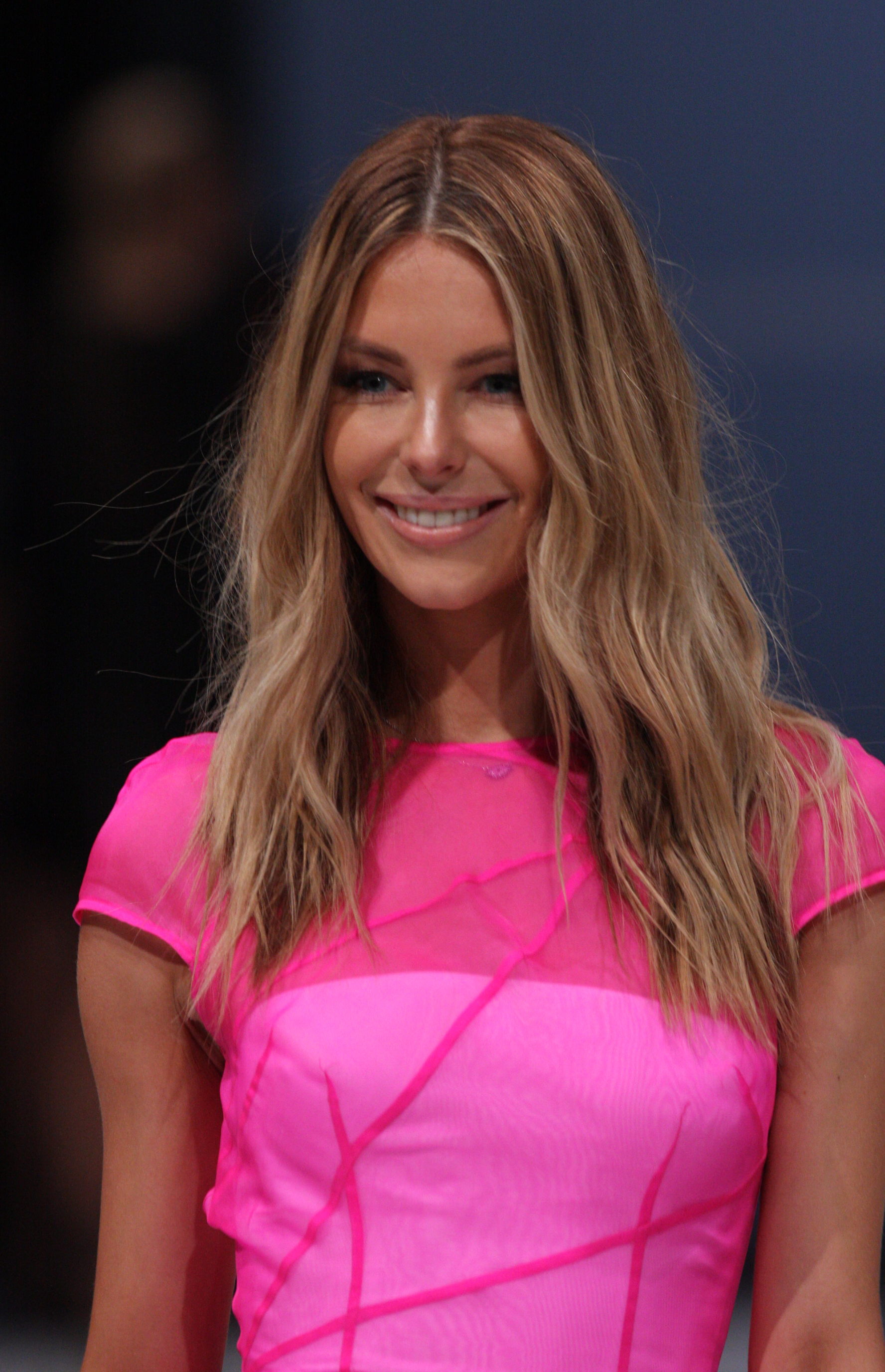
Jennifer Hawkins, Miss Universe Australia 2004 & Miss Universe 2004
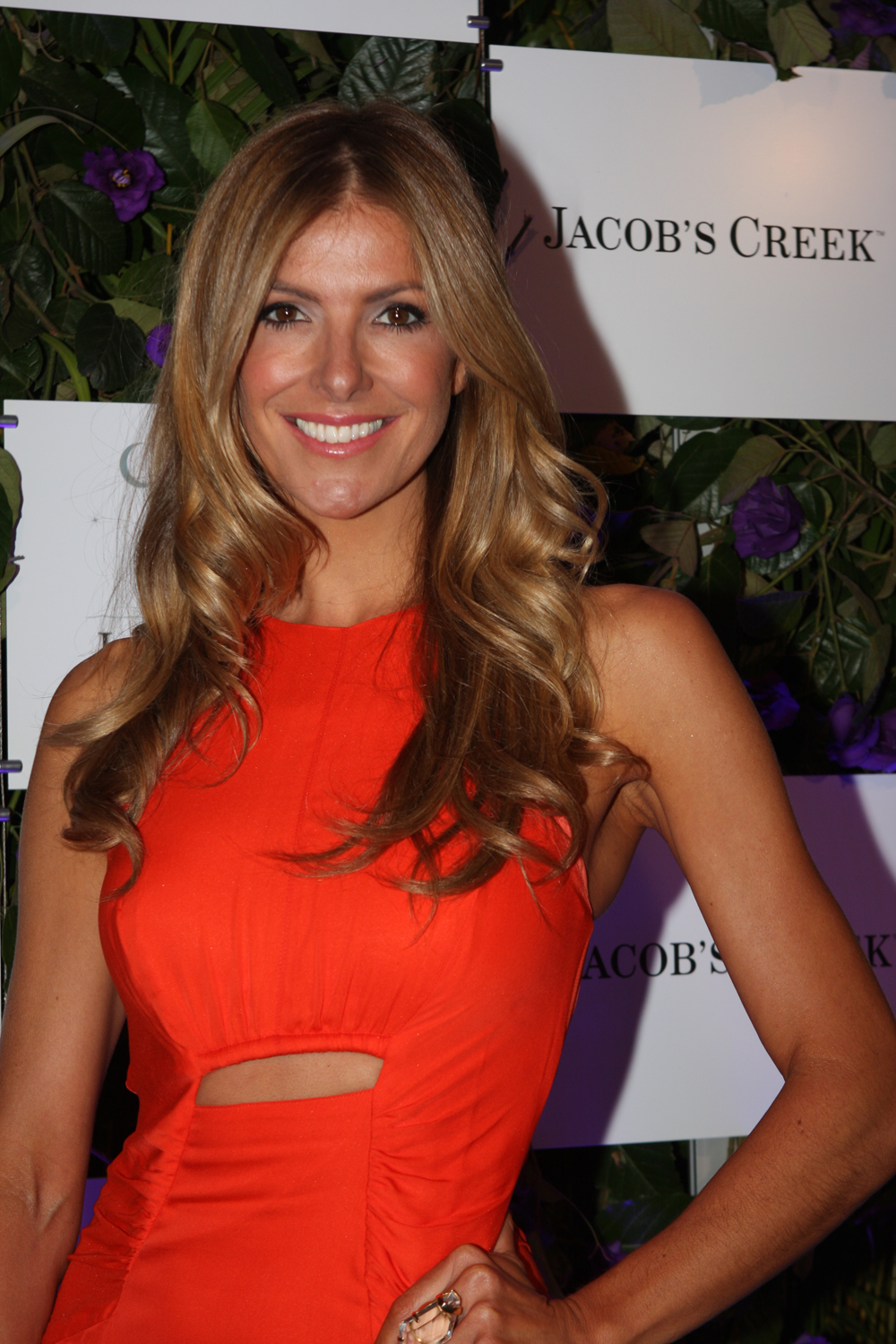
Laura Csortan, Miss Universe Australia 1997

## Xếp hạng thành tích theo Tiểu bang
| Tiểu bang                    | Số lần | Vào các năm |
| ---------------------------- | ------ | --- |
| New South Wales              | 26     | 1953, 1954, 1968, 1969, 1970, 1971, 1975, 1976, 1981, 1983, 1986, 1987, 1988, 1989, 1990, 1995, 1996, 1997, 1999, 2000, 2003, 2004, 2008, 2014, 2015, 2018 |
| Victoria                     | 13     | 1952, 1964, 1965, 1974, 1977, 1978, 1980, 1984, 1998, 2013, 2019, 2020, 2021                                                                               |
| Queensland                   | 9      | 1973, 1985, 1992, 1993, 1994, 2002, 2007, 2009, 2010 |
| Western Australia            | 6      | 1972, 1979, 2005, 2011, 2012, 2016 |
| South Australia              | 3      | 1958, 1982, 2017 |
| Australian Capital Territory | 1      | 2006 |